# Volleybalvereniging Zaanstad 2018-2019
Questa voce raccoglie le informazioni riguardanti il Volleybalvereniging Zaanstad nelle competizioni ufficiali della stagione 2018-2019.

## Organigramma societario
Area direttiva
- Presidente: Harmannus Kruizinga

Area organizzativa
- Team manager: Andre Triep

Area tecnica
- Allenatore: Sandor Rieuwers
- Assistente allenatore: Marc Donker, Derk de Saeger
- Scoutman: Bram Brouwer

Area medica
- Medico: Gerard Homberg, Puk Klein
- Fisioterapista: Steven Wilbrink

## Rosa
| N° | Nome               | Ruolo | Data di nascita | Nazionalità sportiva |
| -- | ------------------ | ----- | --------------- | -------------------- |
| 1  | Rueben Schoones    | L     | 1991            | Paesi Bassi          |
| 2  | David Bes          | C     | 1999            | Paesi Bassi          |
| 3  | Daniel Homburg     | O     | 1992            | Paesi Bassi          |
| 4  | Marijn van Gool    | C     | 1989            | Paesi Bassi          |
| 5  | Daniel Hoonhout    | C     | 1994            | Paesi Bassi          |
| 7  | Lesley Kef         | S     | 1994            | Paesi Bassi          |
| 8  | Jannes van der Ham | S     | 1995            | Paesi Bassi          |
| 9  | Joris Berkhout     | P     | 2 ottobre 1999  | Paesi Bassi          |
| 10 | Kjeld Broekema     | S     | 1995            | Paesi Bassi          |
| 11 | Ferdy Wever        | P     | 1996            | Paesi Bassi          |
| 13 | Lars de Boer       | S     | 1989            | Paesi Bassi          |
| 14 | Erwin Huinen       | O     | 11 aprile 1987  | Paesi Bassi          |